# Valdemarstårnet
Valdemarstårnet er et historisk fæstningsværk på Amtsberg i Dannenberg (de) i det østligste Niedersachsen i Tyskland. Det er den eneste tilbageværende del af et middelalderslot og det senere Dannenberg Slot (de). Tårnet har fungeret som forsvarsborg- og fængselstårn, forsvarslejr, magasin, arkivopbevaring og lokalhistorisk museum. Sammen med Sankt Johannes Kirke er det vartegn for byen Dannenberg.

## Bygningsbeskrivelse
Valdemarstårnet er opkaldt efter den danske konge Valdemar Sejr (1170-1241), som sad fængslet i tårnet i årene fra 1223 til 1224. Tårnet har en højde på 33 meter og en ydre diameter på omkring 12  meter. Med op til 3,5 meter tykke murstensvægge, der er lavet i en dobbeltskalkonstruktion, er diameteren af det indre tårn omkring 5 meter. Tårnet står på et fundament af marksten. Der er 113 trin op til toppen af tårnet.
Indvendigt er tårnet opdelt i fem etager. På den nederste etage var fangehullet, som kun var tilgængeligt gennem et ”angst-hul” inde i tårnet. Fangehullet tjente ikke kun som fængsel, men også til opbevaring af forsyninger under belejringer. Adgang til tårnet var via en slotsbygning på anden sal. Kun tredje sal kunne bruges som opholdsrum, der omfattede en pejs og et toilet. Det menes, at det tidligere fængsel lå der.
I 1967 fandt en mindre arkæologisk udgravning sted i Valdemarstårnets kælder, som af sikkerhedsmæssige årsager kun nåede en dybde på omkring en meter. Kældergulvet var dækket af mursten. I den underliggende sandjord blev der fundet forskellige keramiske kar fra det 14. til det 16. århundrede. I et dybere jordlag fandt man slaviske skår, der stammer fra det 9. til det 12. århundrede. 

## Historie
Tårnet blev bygget omkring år 1200 under Henrik 1., greve af Dannenberg (1169-1209), som et fæstningsværk for et slot bygget omkring år 1150. I to års-perioden 1223-1225 blev den danske kong Valdemar II Sejr (2 år og 6 måneder) og hans søn Valdemar den Unge (2 år og 11 måneder) skjult og fængslet i tårnet.
| Begivenhed                | Dato                                                                 |
| Fangst på Lyø             | 6.–7. maj 1223                                                       |
| Valdemar Sejr løsladt     | November 1225 (aftale i Bardowick i november med Henrik af Schwerin) |
| Valdemar den Unge løsladt | 19. april 1226                                                       |

I 1569 blev der bygget en bindingsværksbygning med et spir på tårnet. Dette øgede tårnets højde til 46,6 meter. I 1672 brændte spiret ned efter at være blevet ramt af lynet flere gange. Fæstningen blev først renoveret i 1720, og et trappetårn blev tilføjet. Dette var nødvendigt, fordi nogle dele af det forfaldne slot blev revet ned, hvorfra adgangen til tårnet var via en vindebro på niveau med anden sal. I 1732 blev det forfaldne spir fjernet, og tårnet blev kronet med et baroktag, som stadig eksisterer.
Under den spanske arvefølgekrig (1701-1714) sad en dansk diplomat i ti år fængslet i tårnet. I 1712 blev en fransk greve arresteret i Dannenberg og fængslet i tårnet i et par dage.
Mellem 1774 og 1776 blev slotsbygningerne i området omkring tårnet revet ned, med undtagelse af slotskapellet, som fortsat blev brugt som funktionel bygning til bagning, vask og slagtning indtil det i det 19. århundrede blev revet ned.
Siden 1955 har tårnet huset byen Dannenbergs lokalhistoriske museum, nu Museet i Waldemarturm Dannenberg. Den seneste renovering (med et moderne interiør) blev udført i år 2000 i forbindelse med museumsudstillingen Oversvømmelse. Udover permanente historiske udstillinger præsenterer museet også emner som "Slaverne i Wendland" og byens historie, samt udstillingen "100 dage i gummistøvler" om oversvømmelserne i Elbedalen. Derudover supplerer skiftende kunstudstillinger og museumsuddannelsesprogrammer tilbuddene hvert år.
| - Billeder - Plan over Dannenberg Slot med Waldemarstårnet, 1720 - Waldemarstårnet på en nødpengeseddel fra 1919 - Valdemar-tårnet, 2012 - Snit gennem 3. sal, formodentlig brugt som fængsel, med toilet i murværket (h) og adgang til højre for trappetårnet - Toilet i murværket på 3. etage i tårnet, kaldet "Kongehullet" |